# Manuel Trueba
Manuel Trueba Mirones (Santander, 20 de mayo de 1908 - Manta, Ecuador, 13 de enero de 1981) fue un político y militar español de ideología comunista. Durante la Guerra Civil Española estuvo al frente de varias unidades militares del Ejército Popular de la República.

## Biografía
Ingresa en el Partido Comunista Español procedente de las Unión de Juventudes Comunistas de España (UJCE), integrándose luego en su sección regional, el Partido Comunista de Cataluña (PCC). En 1931 sería enviado a URSS junto con Lina Odena, donde recibiría un curso de la Escuela Leninista de Moscú. A su regreso, militó en la Unión General de Trabajadores (UGT), luego pasaría a ser dirigente del sindicato de la industria hotelera de Barcelona, convertida posteriormente en la Federación Obrera de los Sindicatos de la Industria Gastronómica (FOSIG), organización de la cual va a ser escogido como Secretario General en enero de 1937. 
Constantemente enfrentado con el PCC, del cual era fundador y militante, va a protagonizar diversas controversias, tales como el asunto de la muerte en accidente de tráfico de Ramón Casanellas y Francisco del Barrio en octubre de 1933, acusando directamente a la dirección del partido de haber instigado sus asesinatos, o en el caso Ardiaca de 1934, en el cual va a acusar de la deserción de su cargo al secretario político de la PCC durante la Proclamación del Estado Catalán en octubre de 1934.
Después del inicio en julio de 1936 de la Guerra civil española, unas semanas más tarde lideraba junto José del Barrio Navarro la columna «Carlos Marx», adscrita al frente de Aragón. Primero como mayor de milicias, y después como teniente coronel, dirigió sucesivamente las divisiones republicanas 27.ª y 31.ª, esta última desde el 13 de mayo de 1938, pasando a formar parte durante un tiempo del Estado Mayor del XXI Cuerpo del Ejército. Al frente de la 27.ª División tomó parte en la Ofensiva de Zaragoza, a finales del verano de 1937. Tras el mal desempeño que tuvo la 27.ª División en las operaciones de Zaragoza, fue sustituido por José del Barrio Navarro.
Pasaría a Francia al acabar la guerra, luego a Caracas, donde va a organizar una trama para derrocar al Gobierno, pero fue delatado y aprisionado, junto con su esposa embarazada. Su única hija, Esperanza, nacería en esta prisión. Deportado a Ecuador, vivirían en Manta, donde se dedica al periodismo, a través de una emisora de radio y del diario El Mercurio, llegando a alcanzar cierta buena condición económica.